# Духовна семінарія Вілкавішкіса
Духовна семінарія Вілкавішкіса  (лит. Vilkaviškio Palaimintojo Jurgio Matulaičio kunigų seminarija) — католицька семінарія у Литві, що виховує священників для Вілкавішкської дієцезії.

## Історія
Заснована у 1826 в польському містечку Сейни (лит. — Сейняй). Незважаючи на польське географічне розташування литовці-семінаристи складали більшість, і з 1904 викладання було литовською мовою.].
Через політичні причини на початку 20-х років семінарія переїхала до Грижаю, що на території сучасної Литви. 
У 1926 – була заснована Вілкавішкіська дієцезія, у 1930 семінарія переїхала до Вілкавішкіса та почала виховувати священників для потреб нової єпархії.
1940 – семінарія закрита окупаційною більшовицькою владою.
1941 – після звільнення Прибалтики німецькою армією, семінарія відновила роботу. Але у 1944 після повторної російської окупації було прийняте рішення  закрити семінарію і перевести студентів до Каунаської семінарії. У повоєнний час у Литві діяла лише одна католицька семінарія, Каунаська, і те, ще  діяло в обмежених умовах — кількість семінаристів було обмежене, а число рукопокладань не перебільшувало п’яти осіб на рік.

## Сучасний стан
Семінарія Вілкавішкіса була відновлена 18 травня 1997а. Відновлена семінарія отримала ім’ї литовського блаженого Юргіса Матулайтіса та розташувалася у Маріямполе.
24 березня 1999 семінарія отримала статус департаменту теологічного факультету каунаського Університету Вітовта Великого. Випускники семінарії отримують ступінб бакалавра богослов’я, який дає дозвіл продовжувати навчання далі.